# Malur canós de Carpentària
El malur canós de Carpentària (Amytornis dorotheae) és un ocell de la família dels malúrids (Maluridae).

## Hàbitat i distribució
Habita zones àrides de la zona central del nord d'Austràlia.